# Duchnów
Duchnów – wieś sołecka w Polsce położona w województwie mazowieckim, w powiecie otwockim, w gminie Wiązowna.
| SIMC    | Nazwa            | Rodzaj    |
| ------- | ---------------- | --------- |
| 1057806 | Góry Warszawskie | część wsi |

Wierni Kościoła rzymskokatolickiego należą do parafii św. Wojciecha Biskupa i Męczennika w Wiązownie.

## Opis
W okresie Królestwa Polskiego istniała gmina Duchnów.
W czasie okupacji niemieckiej mieszkająca we wsi rodzina Olbrychskich udzieliła pomocy Żydom Rafałowi Praga, baronowej Erlich i Marianowi Taube. W 1980 roku Instytut Jad Waszem podjął decyzję o przyznaniu Wandzie Olbrychskiej z d. Fitze tytułu Sprawiedliwej wśród Narodów Świata
W latach 1975–1998 miejscowość administracyjnie należała do województwa warszawskiego.
We wsi znajduje się centrum logistyczne firmy NTT System.
W Duchnowie urodził się Ignacy Rowicki, nauczyciel i poseł na Sejm z ramienia Związku Ludowo-Narodowego.